# Cantonul Saint-Agnant
Cantonul Saint-Agnant este un canton din arondismentul Rochefort, departamentul Charente-Maritime, regiunea Poitou-Charentes, Franța.

## Comune
| Comune                        | Populație (1999) | Cod poștal | Cod INSEE |
| ----------------------------- | ---------------- | ---------- | --------- |
| Beaugeay                      | 542              | 17620      | 17036     |
| Champagne                     | 596              | 17620      | 17083     |
| Échillais                     | 2 894            | 17620      | 17146     |
| La Gripperie-Saint-Symphorien | 446              | 17620      | 17184     |
| Moëze                         | 518              | 17780      | 17237     |
| Saint-Agnant                  | 2 285            | 17620      | 17308     |
| Saint-Froult                  | 262              | 17780      | 17329     |
| Saint-Jean-d'Angle            | 534              | 17620      | 17348     |
| Saint-Nazaire-sur-Charente    | 1 023            | 17780      | 17375     |
| Soubise                       | 2 744            | 17780      | 17429     |
| Port-des-Barques              | 1 805            | 17730      | 17484     |